# Clavipalpus dejeani
Clavipalpus dejeani är en skalbaggsart som beskrevs av François Louis Nompar de Caumont de Laporte 1832. Clavipalpus dejeani ingår i släktet Clavipalpus och familjen Melolonthidae. Inga underarter finns listade i Catalogue of Life.